# Antena de Oro 2014
La XLII edició dels premis Antena de Oro 2014 es va celebrar el 22 de novembre de 2014 al Gran Casino d'Aranjuez, amb presentació de Sandra Golpe, Juan Ignacio Ocaña, Marta Reyero, Leticia Iglesias i Ana Belén Roy.

## Televisión
- Patricia Betancort, presentadora de Detrás de la verdad (13 TV).
- Glòria Serra i Ramos, directora i presentadora d' Equipo de investigación (La Sexta).
- Vicente Vallés, director i presentador de la primera edició d' Antena 3 Noticias (Antena 3).
- Equip de retransmissió del Campionat del Món de motociclisme de 2014 (Telecinco).
- Miguel Ángel Oliver, presentador de Noticias Cuatro (Cuatro).
- Cuéntame cómo pasó (La 1).
- Informe semanal (La 1).

## Ràdio
- Pilar Cernuda, contertuliana de programes d'Onda Cero.
- Javier del Pino, director i presentador del programa A vivir que son dos días de la Cadena SER.
- José Luis Garci, col·laborador en programes cinematogràfics i esportius d'EsRadio.
- Paco González, director de Tiempo de juego de Cadena COPE.
- Radio 5, Todo Noticias, de RNE.

## Art
- Albert Boadella i Oncins, director de los Teatros del Canal.
- Pilar Jurado, soprano.

## Tauromàquia
- Novilleros colombians.

## Ciència
- Fundación Fernández Vega.

## Gastronomia
- Castillo de la Flor de Lys, d'Olmillos de Sasamón.

## Digital
- FormulaTV.

## Política
- Ana Pastor, ministra de Ministeri de Foment.
- Pedro Sánchez, secretari general del PSOE.

## Trajectòria professional
- Juan Roldán.
- José Ramón Pardo.

## Premis extraordinaris
- Envera, labor solidaria con personas discapacitadas.
- Carmelo Calvo, director de Comunicación de RENFE.
- UCAM TVE, contribució a la formació de nous professionals.
- Publipunto.com, programes comercials a Grup Atresmedia.